# Anton Johan Victor Schoeneck
Anton J. V. Schoeneck (4. prosince 1891, Karlovy Vary – 23. července 1985, Karlovy Vary) byl významnou karlovarskou hudební osobností z období mezi první a druhou světovou válkou. Místními obyvateli, jak německými tak českými, byl nazýván přídomkem „baron z Coney Islandu“. Sám sebe rád označoval anglicky „Bandmaster“ (kapelník). Převážnou část života (1891–1908, 1925–1985) prožil ve svém karlovarském domě Betlehem.

## Život

### Mládí a studium
Narodil se v Karlových Varech v německé rodině obchodníka s koloniálním zbožím Josefa Schöneckera. Později měl otec obchod v Habsburské ulici (později Moskevská). Anton miloval hudbu již jako dítě. Jeho prvním učitelem byl ředitel hudební školy a karlovarský regenschori Alois Janetschek, přítel a spolužák Antonína Dvořáka. Ve 14 letech začal navštěvovat hudební školu v Bečově nad Teplou a uvědomil si, že se hudbě chce plně věnovat.
Od 16 let studoval odbornou hudební školu v Kraslicích. Vyučovali zde teoretici i praktičtí mistři v oboru hudebních nástrojů, např. Francouz Michel učil rezonanci a stavbu houslí, učitel Neydl stavbu dechových nástrojů a hru na saxofon. V té době dostalo místní muzeum z Francie do svých sbírek sadu zcela nových saxofonů, které Antona nadchly a motivovaly lásku k tomuto nástroji. Kromě saxofonu Anton miloval i hru na housle. Když tento hudebně nadaný mladík zakončil školu, uměl nejen hrát na 22 hudebních nástrojů, ale dokázal je i opravovat.

### V Americe
V roce 1908 přijel z Chicaga jeden z Antonova přátel, přesvědčil ho ke studijnímu pobytu v Americe a ředitelství kraslické hudební školy ho podpořilo dvouletým stipendiem. V Americe začal pracoval u významné newyorské hudební firmy Fischer, která vyráběla smyčcové i dechové hudební nástroje a vydávala hudebniny. Zde se Schoeneck seznámil s nejvyšším velitelem vojenských kapel Spojených států a byl jím pak jmenován druhým kapelníkem 120členného armádního hudebního tělesa West Point Band.
Ve věku 21 let Schoeneck získal americké občanství. V roce 1916 odešel z vojenské kapely a rozhodl se pro kariéru civilního muzikanta, kde brzy dosáhl pozitivních výsledků. Společnost Fox Film Corporation (v roce 1915 založil William Fox) tehdy hledala pro nový film saxofonový kvartet. Schoeneck se zúčastnil výběru a byl přijat do stálého angažmá. Založil kvartet, který se později rozrostl do velkého a populárního saxofonového orchestru American Brass Bands. Vystupoval v Detroitu, Washingtonu, New Yorku a mnohých dalších velkých městech USA. Největší úspěch míval v New Yorku, v populárním Luna-Parku na Coney Islandu. Zde vystupoval pravidelně s 30členným saxofonovým orchestrem, někdy i zpíval, a někdy zde dirigoval až 400členný orchestr před desetitisícovým publikem. Stal se hvězdou amerického showbyznysu. Sdružením amerických mistrů-hudebníků byl vyznamenám prestižním dekretem kapelníka. Tehdy si pozměnil i své příjmení Schönecker na Schoeneck.
Když v roce 1914 vypukla první světová válka, Schoeneck při představě, že by musel bojovat proti svým krajanům z rakouské monarchie, odmítl nastoupit vojenskou službu. Byl internován a propuštěn až na konci války.
V Americe se stal vyznavačem teosofie a později v ČSR byl čelným představitelem theosofického hnutí.

### Zpět v Karlových Varech
V roce 1919 přijel Schoeneck do Karlových Varů na pohřeb svého otce. Měl převzít jeho obchod, ale věnoval ho své sestře Leni a odjel zpět do Ameriky. V následujícím období přijížděl do Karlových Varů stále častěji. V roce 2024 poptával karlovarský Musikbezirkamt kapelníka, oslovil také Schonecka a ten nabídku přijal. Dirigoval zde způsobem, který znal z Ameriky, a měl velký úspěch. Jeho opakované dirigování v městském parku a zahradách kaváren vyvolalo nadšení nejen u lázeňských hostů, ale též u neprofesionálních orchestrů, jejichž členové byli např. pošťáci, železničáři, zedníci, zemědělci aj. Ti naléhali na mistra Schoenecka a on se nakonec pro definitivní návrat rozhodl. Odjel do New Yorku prodat svoji vilu a vyrovnat všechny závazky a vrátil se do Karlových Varů. Hrával pak se svým, již profesionálním orchestrem v někdejším Švýcarském dvoře (tehdy Schweizer Hof), v zahradě kavárny Sálu přátelství (Café Freundschaftssaal), v kavárně Myslivna, v zahradě hotelu Imperial, v městském parku nebo v Tržní kolonádě, ale jezdil i do okolních městech, např. do Chomutova.
V roce 1926 se Schoeneck oženil s Leontinou Prokschovou z Rybář. V roce 1927 se manželům narodil syn Hans a dva roky později dcera Magdalena.

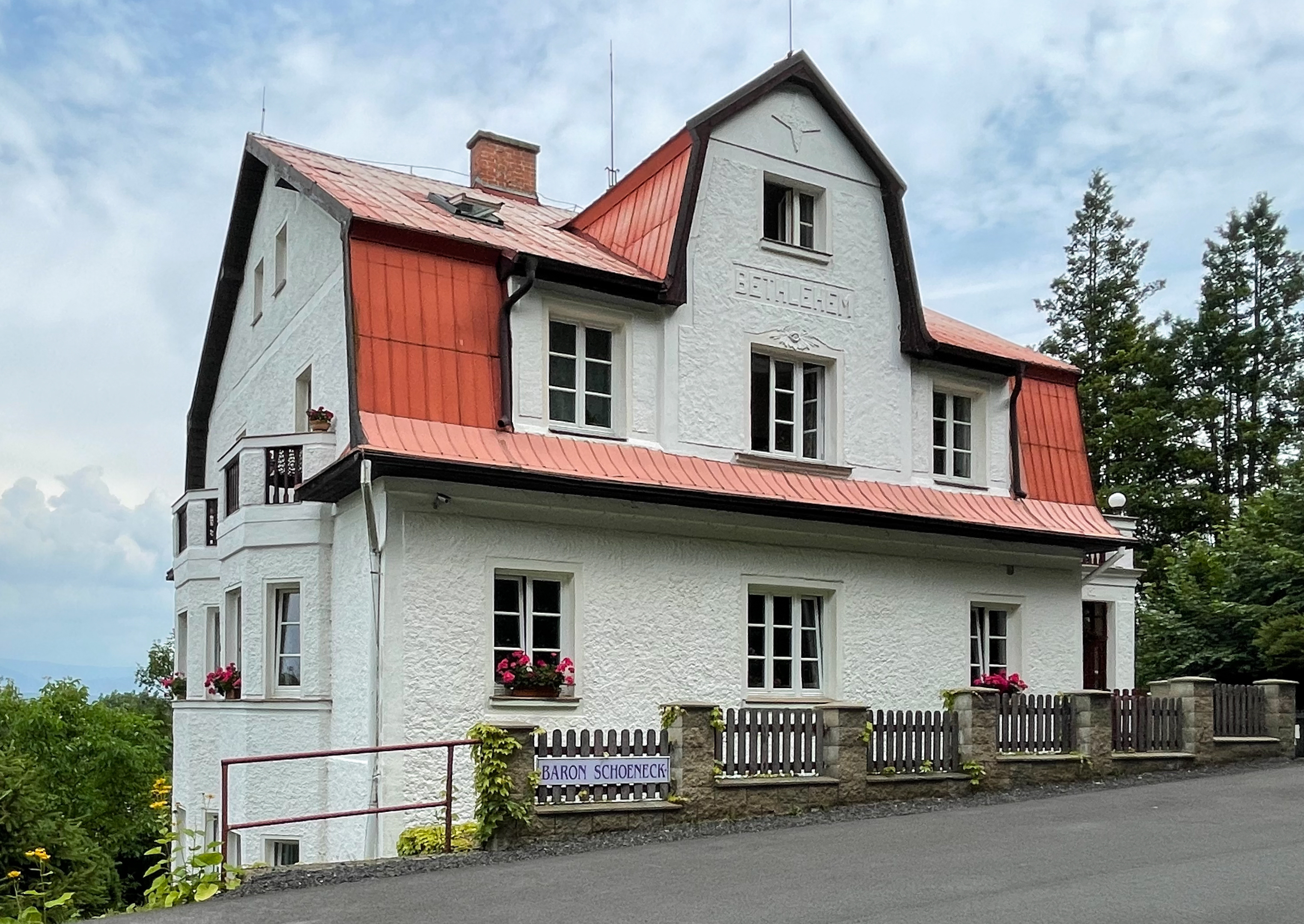
Dům Betlehem (zde psáno Bethlehem), Drahovice, foto 07/2024

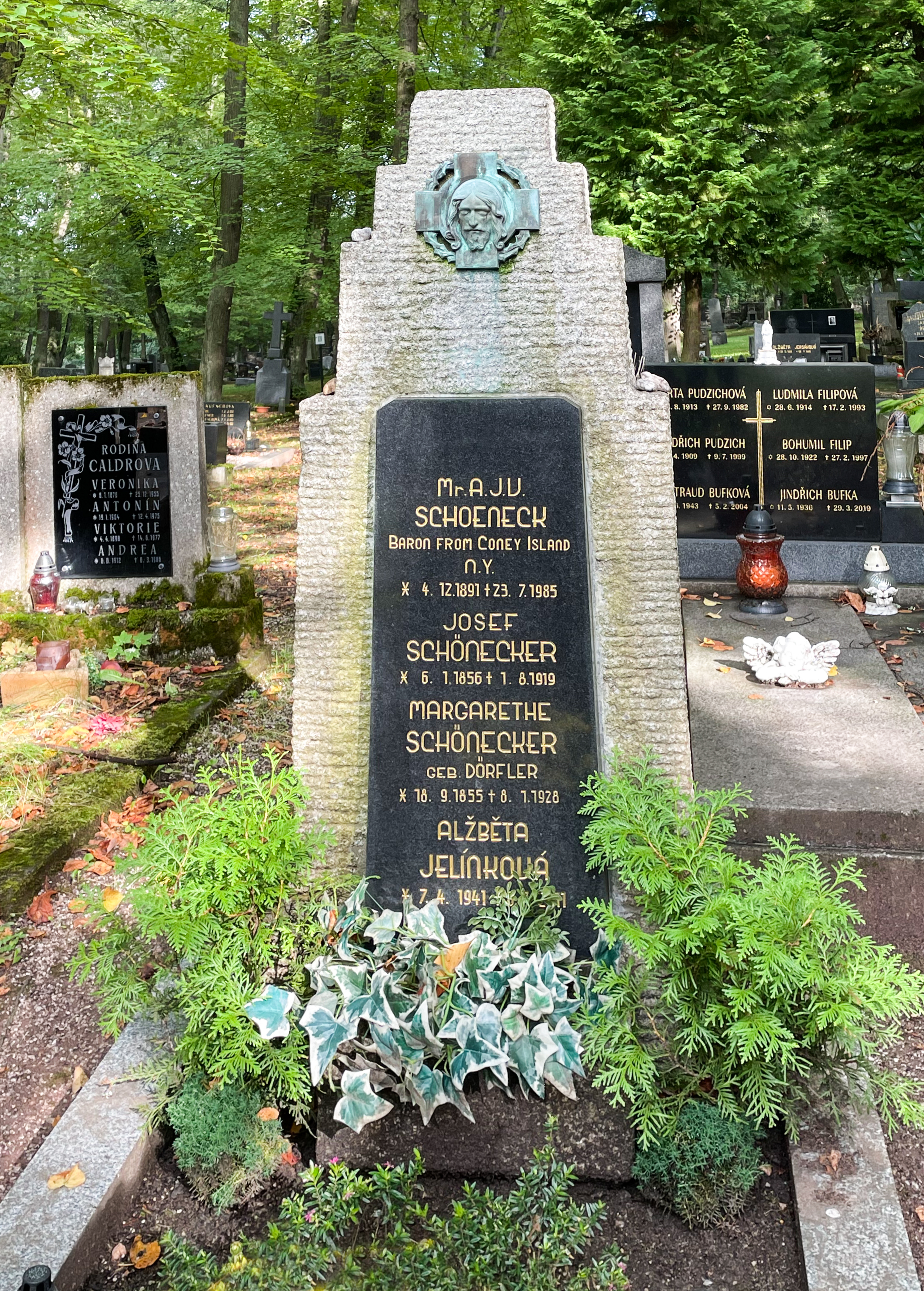
Hrob Antona J. V. Schoenecka na karlovarském hřbitově, foto 09/2024

Při svých představeních Schoeneck rád hrával též klasické i populární skladby českých autorů, např. hity Karla Hašlera, Emila Stolze, Járy Beneše, Václava Vačkáře. V jeho repertoáru byly i pochody štábního kapitána Josefa Potužáka, Julia Fučíka či Karla Vacka. V létě 1939 hrával Hašlerův Pochod svobody a ještě i v roce 1938 J. Nowotnyho koncertní pochod Volnost, rovnost, bratrství. Lázeňským hostům se skladby českých autorů líbily, v této době již ale nikoliv některým extrémně smýšlejícím Karlovarákům. Schoenecka musela po koncertě mnohdy domů doprovázet policejní eskorta, aby mu neublížili někteří fanatičtí Němci.
Za okupace byl americký občan Schoeneck za poslouchání amerického rádia gestapem zatčen a odsouzen na 18 měsíců vězení. Byl obviňován i za svůj repertoár, třeba za skladbu údajně antihitlerovského provokačního rázu Černá čára na zdi, bílá vedle ní. Nelibost vzbuzovalo také např. americké občanství či obdiv k Americe, orientace na křesťanský mysticismus nebo i fakt, že nosil dlouhé vlasy.
Po ukončení války směl jako antifašista v Karlových Varech zůstat. Znovu se nějaký čas věnoval hudbě, hrával v Národním domě nebo na veřejných prostranstvích. V padesátých a šedesátých letech ještě několikrát do Ameriky vycestoval za svými příbuznými a známými, ale vždy se do Karlových Varů opět vrátil. Časem se stále více uchyloval k péči o zahradu a dům. Po desetiletí se také staral o mnohé německé hroby na drahovickém hřbitově.
Anton Schoeneck, baron z Coney Islandu, zemřel v Karlových Varech 23. července 1985. Dožil se 93 let. Pochován je na karlovarském hřbitově v Drahovicích, nedaleko svého domu Betlehem.

## Cena barona Schoenecka
Cena vznikla 30. června 2012 v Karlových Varech jako uznání a ocenění významných osobností spjatých s hudbou v tomto městě. Vzhledem ke změně důvodů, které v roce 2012 vedly k jejímu založení, rozhodlo kolegium o ukončení své činnosti. V roce 2020 byla cena udělena naposledy. Kvůli pandemii covidu-19 byla předána až v listopadu 2021.